# Live Search Books
Live Search Books foi um serviço de busca de livros lançado pela Microsoft em dezembro de 2006, como parte do conjunto de serviços do Microsoft Live Search (hoje conhecido como Microsoft Bing). A empresa trabalhava com várias bibliotecas, como a Biblioteca Britânica, para digitalizar livros e torná-los pesquisáveis. No caso de livros fora de copyright, eles estavam disponíveis gratuitamente na web.
A Microsoft também executava o Live Search Books Publisher Program (anteriormente chamado Windows Live Publisher), incentivando editoras a enviarem os seus livros para digitalização e indexação no serviço.
Em maio de 2008, a Microsoft encerrou os serviços de Live Search Books e Live Search Academic. Os resultados foram integrados à busca regular ou devolvidos aos proprietários. O projeto digitalizou 750.000 livros e indexou 80 milhões de artigos acadêmicos. Os livros digitalizados durante o projeto continuam disponíveis através do Internet Archive, a organização contratada para realizar a digitalização. Parte do escaneamento também foi realizada pela Kirtas Technologies.

## Recursos
O Live Search Books exibia conteúdos de livros protegidos por direitos autorais das seguintes fontes:
- Parceiros de publicação, incluindo o American Museum of Veterinary History, Academic Resources Corporation, Amherst Media, Bearport Publishing, Cambridge University Press, Edward Elgar Publishing, Harrison House Publishers, Harvard University Press, Hazelden Publishing & Educational Services, Institute for International Economics, John Wiley & Sons Publishing, Lerner Publishing Group, MBI Publishing Company, McGraw-Hill Companies, Microsoft Corporation, MIT Press, OECD, Osprey Publishing, Oxford University Press, Pearson Education, PREP Publishing, Rodale, Rutgers University Press, Simon & Schuster, Springer, SUNY Press, Taylor & Francis Group, The Perseus Books Group, The World Bank, University of Massachusetts Press, Wheatmark, Wilderness Press, World Health Organization, World Scientific Publishing Company, World Wisdom e Yale University Press.
- Conteúdos enviados através do Live Search Books Publisher Program

Além das capacidades normais de pesquisa, o Live Search Books também apresentava:
- Filtro por percentual de conteúdo visualizável
- Mapa de densidade de resultados, permitindo que os usuários vissem onde os resultados de pesquisa se encontravam num determinado título
- Janela de pré-visualização à direita, exibindo o título, autor, imagem da capa, resumo, pré-visualização do índice, mapa de densidade de resultados, assunto, editora, ano de publicação e ISBN
- Pré-visualizações de páginas limitadas com um contador de pré-visualizações que restringia os usuários a entrar com a sua conta da Microsoft para visualizar apenas o número de páginas limitado pelo editor
- Pesquisa de palavras-chave dentro do livro
- Download do livro completo em formato PDF
- Visualizador de livros, permitindo aos usuários visualizar páginas inteiras ou com zoom, folhear o livro página por página e linkar ao índice do livro